# Pissoúri
Pissoúri (grec moderne : Πισσούρι) est un village chypriote situé dans le district de Limassol et comptant plus de 1 819 habitants.